# Jiří Gruša
Jiří Gruša (ur. 10 listopada 1938 w Pardubicach, zm. 28 października 2011 w Bad Oeynhausen lub w Hanowerze) – czeski pisarz, poeta, polityk i dyplomata.
W 1957 roku przeniósł się z Pardubic do Pragi, gdzie studiował filozofię i historię na Uniwersytecie Karola. W 1962 roku wydał pierwszy tomik poetycki zatytułowany Torna. W latach 60. pracował w czasopismach literackich, m.in. Tvář (którą zakładał wraz z Václav Havlem). Za działalność opozycyjną został po 1969 roku objęty zakazem druku, był także kilkakrotnie więziony. Był sygnatariuszem Karty 77. W 1981 roku, kiedy przebywał na stypendium w Stanach Zjednoczonych, został pozbawiony obywatelstwa czechosłowackiego. Wrócił do Europy, ale zamieszkał w Niemczech, gdzie zajmował się m.in. tłumaczeniem literatury czeskiej na język niemiecki.
Po aksamitnej rewolucji był ambasadorem Czechosłowacji, a potem Czech w Niemczech (w latach 1991–1997) i Austrii (1998-2004). Od czerwca do listopada 1997 był ministrem oświaty w drugim rządzie Václava Klausa. Od 2004 do 2009 pełnił funkcję prezydenta PEN Clubu.

## Twórczość

### Poezja
- Torna (Praga 1962)
- Světlá lhůta (Praga 1964)
- Cvičení mučení (Praga 1969)
- Babylonwald (Stuttgart 1990)
- Wandersteine (Stuttgart 1994)

### Proza
- Mimner (Praga 1972)
- Modlitba k Janince (Praga 1972)
- Kwestionariusz, czyli Modlitwa za pewne miasto i przyjaciela (Dotazník aneb Modlitba na jedno město a přítele) (1975, polskie tłumaczenie Piotra Godlewskiego 1987, 2003 ISBN 83-7163-236-3)
- Dámský gambit (Praga 1974, Toronto 1978)
- Dr. Kokes, mistr Panny (Toronto 1983)
- Janinka. (Kolonia 1984)
- Franz Kafka aus Prag Frankfurt 1983
- Mimner oder Das Tier der Trauer Köln 1986